# قوزلو العلياء (مهاباد)
قرية قوزلو العلياء (بالكردية: قۆزلووی سەرێ) هي إحدى القرى التابعة لـكاني بازار في ريف قسم خليفان من مقاطعة مهاباد، في محافظة أذربیجان الغربیة الإيرانية.

## السكان
حسب إحصاءات سنة 2006، بلغ إجمالي السكان في قوزلو العلياء 402 نسمة وعدد المساكن 68 مسكن. لغة سكان قوزلو العلياء هي اللغة الكردية و هم من أهل السنة والجماعة والمذهب الشافعي.